# Danh sách video của 2PM
Danh sách này gồm các video của 2PM. 2PM ra mắt với đĩa đơn đầu tiên "10 Jeom Manjeome 10 Jeom" (10 점 만점 에 10 점, lit. 10 Points Out of 10 Points) vào năm 2008. Ngoài ra, họ phát hành đĩa đơn quảng cáo và đĩa đơn thương mại cho hợp đồng quảng cáo với các công ty khác nhau.

## Video âm nhạc
| Năm  | Tên bài hát                                | Album                         | Ngày phát hành | Độ dài | Chú thích |
| ---- | ------------------------------------------ | ----------------------------- | -------------- | ------ | --------- |
| 2008 | "10 out of 10"                             | Hottest Time of the Day       | September 18   | 4:08   |           |
| 2008 | "10 out of 10 (For Fans, Old School Ver.)" | Hottest Time of the Day       | October 12     | 3:18   |           |
| 2008 | "10 out of 10 (Special Clip For Fans)"     | Hottest Time of the Day       | October 12     | 3:25   |           |
| 2009 | "Again & Again"                            | 2:00PM Time for Change        | April 15       | 4:37   |           |
| 2009 | "Again & Again (Dance Ver.)"               | 2:00PM Time for Change        | April 26       | 4:35   |           |
| 2009 | "I Hate You"                               | 2:00PM Time for Change        | June 27        | 3:15   |           |
| 2009 | "Heartbeat"                                | 01:59PM                       | November 11    | 4:00   |           |
| 2009 | "Tired of waiting"                         | 01:59PM                       | December 9     | 2:03   |           |
| 2010 | "Without U"                                | Don't Stop Can't Stop         | April 18       | 4:19   |           |
| 2010 | "I Will Give You My Life"                  | Don't Stop Can't Stop         | June 10        | 3:17   |           |
| 2010 | "Thank You"                                | Thank You (Digital Single)    | August 16      | 4:10   |           |
| 2010 | "Fly To Seoul (Boom Boom Boom)"            | Fly To Seoul (Boom Boom Boom) | August 22      | 3:16   |           |
| 2010 | "I'll Be Back"                             | Still 2:00PM                  | October 11     | 4:59   |           |
| 2011 | "Take Off"                                 | Take Off                      | April 19       | —      |           |
| 2011 | "Hands Up"                                 | Hands Up                      | June 20        | 3:48   |           |
| 2011 | "Hands Up (East4A mix)"                    | Hands Up                      | July 14        | 4:03   |           |
| 2011 | "Give It to Me"                            | Hands Up                      | July 19        | 3:38   |           |
| 2011 | "I'm Your Man"                             | I'm Your Man                  | July 30        | —      |           |
| 2011 | "Ultra Lover"                              | Ultra Lover                   | October 9      | —      |           |
| 2012 | "Only You"                                 | 2PM Member's Selection        | May 20         | 4:04   |           |
| 2012 | "Beautiful"                                | Legend Of 2PM                 | May 24         | —      |           |
| 2013 | "Come Back When You Hear this Song"        | Grown                         | May 6          | 3:57   |           |
| 2013 | "A.D.T.O.Y"                                | Grown                         | May 11         | 4:08   |           |
| 2013 | "Give Me Love"                             | Give Me Love                  | May 29         | 4:13   |           |
| 2013 | "Winter Games"                             | Winter Games                  | October 15     | 3:27   |           |
| 2013 | "Step by Step"                             | Genesis Of 2PM                | December 8     | 3:28   |           |
| 2014 | "Go Crazy"                                 | Go Crazy!                     | September 9    | 4:29   |           |
| 2014 | "GO Crazy (Party Version)"                 | Go Crazy!                     | September 14   | 4:39   |           |
| 2015 | "My House"                                 | No.5 (2PM album)              | June 14        | 3:23   |           |
| 2016 | "Promise (I'll Be)"                        | Gentlemen's Game              | September 13   | 3:29   |           |

## Video thương mại

### Coca-Cola (Hàn Quốc)
| Năm  | Ngày     | Tựa đề                         | Độ dài | Ghi chú  |
| ---- | -------- | ------------------------------ | ------ | -------- |
| 2011 | March 15 | 2PM Open Happiness CF          | 0:19   | TVC 20's |
| 2011 | March 15 | 2PM Open Happiness CF          | 1:05   | TVC 60's |
| 2011 | March 16 | 2PM Open Happiness MV          | 3:17   |          |
| 2011 | March 16 | 2PM Open Happiness Making File | 1:45   |          |
| 2011 | March 27 | 2PM Open Happiness CF          | 0:19   | TVC 20's |
| 2011 | March 27 | 2PM Open Happiness CF          | 1:05   | TVC 60's |

### Everland Cabi
| Năm  | Tựa đề                                                                                                   | Độ dài | ghi chú |
| ---- | --- | ------ | ------- |
| 2010 | TV CF (2010) TV광고 / 캐리비안 베이 편 (2010년)                                                          | 0:33   |         |
| 2011 | Nichkhun - Victoria Everland Cabi TV CF 닉쿤-빅토리아 캐리비안 베이 '아쿠아루프' TV CF                   | 0:33   |         |
| 2011 | Nichkhun - Victoria, Everland Cabi TV CF interview 닉쿤-빅토리아, 캐리비안베이 아쿠아루프 CF 메이킹 필름 | 3:10   |         |
| 2011 | Everland's Horror Maze: Wooyoung 에버랜드 호러메이즈, 2PM 우영 편                                        | 0:50   |         |
| 2011 | Everland's Horror Maze: Junho, Junsu 에버랜드 호러메이즈, 2PM 준호+준수 편                               | 0:50   |         |
| 2011 | Everland's Horror Maze: Chansung 에버랜드 호러메이즈, 2PM 찬성 편                                        | 0:43   |         |
| 2011 | Everland's Horror Maze: Nichkhun 에버랜드 호러메이즈, 2PM 닉쿤 편                                        | 0:54   |         |
| 2011 | Everland's Horror Maze: Taecyeon 에버랜드 호러메이즈, 2PM 택연 편                                        | 0:44   |         |
| 2011 | 2PM's Everland Horror Horror Maze Experience 2PM의 에버랜드 호러메이즈 공포 체험!                        | 1:22   |         |

### Touch Korea
| Năm  | Tựa đề                             | Độ dài | Ghi chú |
| ---- | ---------------------------------- | ------ | ------- |
| 2011 | Dreamlike Invitation from 2PM      | 0:32   |         |
| 2011 | Dreamlike Invitation from Wooyoung | 0:33   |         |